# Tomaso Volpi
Tomaso Luis Volpi, noto anche come Tomás e in Italia come Tommaso (Artigas, 5 dicembre 1920 – ...), è stato un calciatore uruguaiano, di ruolo centrocampista.

## Palmarès

### Club

#### Competizioni nazionali
- Campionato uruguaiano: 4

Nacional: 1939, 1940, 1941, 1946